# Portada/efemèride octubre 5
Obrers detinguts durant la revolució d'Astúries de 1934
« 4 d'octubre · 5 d'octubre · 6 d'octubre »